# Notophthiracarus pararidiculus
Notophthiracarus pararidiculus är en kvalsterart som först beskrevs av Wojciech Niedbała 2003.  Notophthiracarus pararidiculus ingår i släktet Notophthiracarus och familjen Phthiracaridae. Inga underarter finns listade i Catalogue of Life.